# Queen’s Regiment of Foot
Queen’s Regiment of Foot – przed 1751 znany był jako pułk tangerski. Został utworzony 14 października 1661 jako załoga dla Tangeru, który był posagiem żony Karola II Stuarta, księżniczki portugalskiej. W latach 1703–1715 znany był jako  Queen’s Royal Regiment of Foot, od  1715 do 1727 Princess of Wales's Own Regiment of Foot, a od 1727 do 1751 Queen’s Own Regiment of Foot.
W roku 1780 żołnierze pułku tłumili tzw. „Rozruchy Gordona”.
Pułk brał udział w pierwszej wojnie afgańskiej (1838-42).

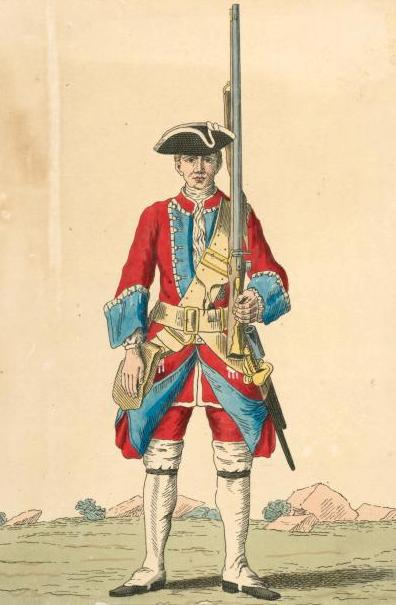
żołnierz z Regimentu Królowej (1742)